# Streptomyces natalensis
Lo Streptomyces natalensis è un batterio gram positivo ed aerobico del genere Streptomyces, che si trova comunemente nel terreno. Lo Streptomyces natalensis produce l'agente antifungino natamicina.